# Gammarus wilkitzkii
Gammarus wilkitzkii är en kräftdjursart som beskrevs av J. Birula 1897. Gammarus wilkitzkii ingår i släktet Gammarus och familjen Gammaridae. Inga underarter finns listade i Catalogue of Life.